# Стівенс-Вілледж (Аляска)
Стівенс-Вілледж (англ. Stevens Village) — переписна місцевість (CDP) в США, в окрузі Юкон-Коюкук штату Аляска. Населення — 37 осіб (2020).

## Географія
Стівенс-Вілледж розташований за координатами 66°1′25″ пн. ш. 149°4′54″ зх. д. / 66.02361° пн. ш. 149.08167° зх. д. (66.023590, -149.081592).  За даними Бюро перепису населення США в 2010 році переписна місцевість мала площу 34,41 км², з яких 30,14 км² — суходіл та 4,27 км² — водойми.

### Клімат
Громада знаходиться у зоні, котра характеризується континентальним субарктичним кліматом.
| Клімат Стівенс-Вілледжа | Клімат Стівенс-Вілледжа | Клімат Стівенс-Вілледжа | Клімат Стівенс-Вілледжа | Клімат Стівенс-Вілледжа | Клімат Стівенс-Вілледжа | Клімат Стівенс-Вілледжа | Клімат Стівенс-Вілледжа | Клімат Стівенс-Вілледжа | Клімат Стівенс-Вілледжа | Клімат Стівенс-Вілледжа | Клімат Стівенс-Вілледжа | Клімат Стівенс-Вілледжа | Клімат Стівенс-Вілледжа |
| Показник                | Січ.                    | Лют.                    | Бер.                    | Квіт.                   | Трав.                   | Черв.                   | Лип.                    | Серп.                   | Вер.                    | Жовт.                   | Лист.                   | Груд.                   | Рік                     |
| Середній максимум, °C   | −23,2                   | −17,9                   | −8,4                    | 2,6                     | 14,8                    | 20,8                    | 23,3                    | 20,4                    | 10,8                    | −2,6                    | −14,6                   | −23,8                   | 0,2                     |
| Середня температура, °C | −28,2                   | −25,3                   | −16                     | −5,4                    | 7,5                     | 13,5                    | 15,3                    | 12,5                    | 4,2                     | −7,9                    | −19,4                   | −28,5                   | −6,5                    |
| Середній мінімум, °C    | −32,3                   | −30,7                   | −24,7                   | −13                     | −0,1                    | 5,6                     | 6,7                     | 3,6                     | −2                      | −12,1                   | −24,7                   | −32,9                   | −13                     |
| Норма опадів, мм        | 9                       | 6                       | 9                       | 5                       | 15                      | 37                      | 32                      | 32                      | 23                      | 27                      | 24                      | 16                      | 235                     |
| Днів з опадами          | 6                       | 4                       | 7                       | 2                       | 4                       | 10                      | 8                       | 9                       | 10                      | 11                      | 11                      | 10                      | 92                      |
| ----------------------- | ----------------------- | ----------------------- | ----------------------- | ----------------------- | ----------------------- | ----------------------- | ----------------------- | ----------------------- | ----------------------- | ----------------------- | ----------------------- | ----------------------- | ----------------------- |
| Джерело: Weatherbase    |                         |                         |                         |                         |                         |                         |                         |                         |                         |                         |                         |                         |                         |

## Демографія
Згідно з переписом 2010 року, у переписній місцевості мешкало 78 осіб у 26 домогосподарствах у складі 14 родин. Густота населення становила 2 особи/км².  Було 52 помешкання (2/км²).
Расовий склад населення:
| - 84,6 % — корінних американців - 6,4 % — білих - 1,3 % — чорних або афроамериканців - 1,3 % — осіб інших рас |

До двох чи більше рас належало 6,4 %. Частка іспаномовних становила 15,4 % від усіх жителів.
За віковим діапазоном населення розподілялося таким чином: 26,9 % — особи молодші 18 років, 64,1 % — особи у віці 18—64 років, 9,0 % — особи у віці 65 років та старші. Медіана віку мешканця становила 30,5 року. На 100 осіб жіночої статі у переписній місцевості припадало 160,0 чоловіків;  на 100 жінок у віці від 18 років та старших — 200,0 чоловіків також старших 18 років.
За межею бідності перебувало 72,0 % осіб, у тому числі 100,0 % дітей у віці до 18 років та 0,0 % осіб у віці 65 років та старших.
Цивільне працевлаштоване населення становило 8 осіб. Основні галузі зайнятості: освіта, охорона здоров'я та соціальна допомога — 75,0 %, будівництво — 25,0 %.